# كاولية
الغجر في العراق، ويُعرفون محليًا بأسماء متعددة منها الكاولية والدوم والنَوَر، هم إحدى الجماعات المهمّشة التي تعيش في مناطق متعددة من البلاد، أبرزها قرى خاصة مثل الزهور في الديوانية، إلى جانب تجمعات في بغداد والبصرة وكربلاء وديالى وغيرها. تُعد هذه الجماعة جزءًا من الامتداد الإقليمي الأوسع للمجتمعات الدومرية المنتشرة في الشرق الأوسط، التي تعود أصولها التاريخية واللغوية إلى هجرات من شبه القارة الهندية.
تختلف التسميات المستخدمة للإشارة إليهم باختلاف السياقات المحلية، وغالبًا ما ترتبط بصور نمطية سلبية ترتكز على مهن مثل: الموسيقا والرقص والتسوّل، ما ساهم في عزلهم اجتماعيًا وتهميشهم قانونيًا. تشير تقارير ميدانية وشهادات صحفية إلى أن هذه الصورة النمطية لا تعكس كامل طبيعة أنشطتهم، إذ يعمل بعضهم في الحرف اليدوية أو يسعى للاندماج في المجتمع الأوسع، لكنهم يواجهون رفضًا متكررًا حتى عند تغيير أنماط حياتهم.
يعاني الغجر في العراق تحديات بنيوية تشمل الحرمان من الوثائق الرسمية كالجنسية أو البطاقة الوطنية، وصعوبة الوصول إلى التعليم والرعاية الصحية، وانعدام فرص العمل، ما يضع الكثير منهم في موقع يُسمى قانونيًا «انعدام الجنسية بحكم الأمر الواقع»، إذ يمنعهم من ممارسة حقوقهم كمواطنين. وقد وثّقت تقارير أممية ومحلية مطالبات متكررة من أبناء هذه الجماعة للاعتراف الرسمي بهم، ودمجهم في السياسات العامة، وتمكينهم من التمثيل القانوني والاجتماعي داخل الدولة.

## التسمية والهوية
تتعدد التسميات التي تُطلق على الغجر في العراق، ومنها: الكاولية والنَوَر والقرج والدوم، وتختلف دلالاتها بحسب السياق المحلي والجغرافي. يشير مصطلح كاولية إلى التسمية الأكثر شيوعًا في الخطاب العراقي الشعبي، وهو مرتبط في المخيال العام بمهن الرقص والغناء والتسوّل، ما يجعل استخدامه في كثير من الأحيان مشحونًا بالدلالات السلبية والوصم الاجتماعي. في المقابل، يعبّر كثيرون من أبناء المجتمع الغجري عن انزعاجهم من استخدام هذه التسميات، خصوصًا لفظة «غجري» التي يعتبرونها مسيئة. في مقابلة صحفية مع فارس محمد عودة، مختار قرية الزهور في الديوانية، أوضح أن: «لا يمانع التعريف بوصفه غجريًا»، لكنه يطرح سؤالًا، هل يقبله المجتمع فعلًا بهذه الهوية؟ مؤكدًا معاناتهم من التحقير ورفض المجتمع لهم.
صدر في عهد رئيس الوزراء العراقي الأسبق نوري المالكي، قرار بإلغاء استخدام لفظتي غجري وقرج في الوثائق الرسمية، والمطالبة بمعاملتهم كمواطنين عراقيين متساويين، لكن لم يُفعّل هذا القرار فعليًا على نطاق واسع، وظل تأثيره محدودًا في الممارسات الاجتماعية والرسمية. أما لفظة دوم (Dom)، فهي أقرب إلى التسمية المستخدمة في الدراسات الأنثروبولوجية واللغوية، وتشير إلى الجماعات ذات الأصول الهندية التي تنتشر في مناطق متعددة من الشرق الأوسط، ويتكلم بعضها لغة خاصة تُسمى «الدومرية».
مصطلح "كاوَلي" يأتي من "كابُلي"، بمعنى أحد سكان كابُل، أفغانستان. استخدم المصطلح على نطاق واسع في إيران للمجتمع ودخل المصطلح اللغة العربية من خلال اللغة الفارسية.

## الأصل والنشأة
يرتبط أصل الغجر في العراق، كما في عموم منطقة الشرق الأوسط، بروايات شفهية وأساطير شعبية عدة، إلى جانب دراسات لغوية وأنثروبولوجية تشير إلى أصولهم الهندية. يُستخدم مصطلح دوم (Dom) في الأدبيات العلمية للإشارة إلى هذه الجماعة، وهو مشتق من كلمة ḍom السنسكريتية، التي كانت تُطلق في الهند على طبقات اجتماعية تمتهن الموسيقا والرقص وبعض الطقوس الجنائزية، وكانت تُعد من الطبقات الدنيا في النظام الطبقي الهندي. 
بحسب دراسة الأستاذ يارون ماتراس، يُعتقد أن جماعات الدوم خرجت من شبه القارة الهندية على مراحل متعددة بين القرنين السابع والعاشر الميلادي، وانتشرت في بلاد فارس والأناضول ثم بلاد الشام والعراق، مستندًا في ذلك إلى تحليل لغوي لمفردات اللغة الدومرية. وتشير هذه الدراسة إلى أن الدوم في العراق وسوريا وفلسطين ولبنان ينتمون إلى نفس الأصل اللغوي والثقافي، رغم تعدد تسمياتهم المحلية. تُروى في بعض المصادر الأسطورية قصة الملك الفارسي بهرام غور، الذي استقدم في القرن الخامس الميلادي آلاف الموسيقيين والراقصين الهنود إلى بلاطه، وعندما رفضوا العمل في الزراعة وواصلوا مهنتهم في الترفيه، أمر بتشتيتهم في البلاد عقوبة لهم، وهي من القصص التي يتناقلها بعض أفراد المجتمع الغجري بوصفها أصلًا لوجودهم في المنطقة.
سجل الأستاذ يارون ماتراس، أسطورة متداولة في أوساط الدوم في القدس، تروي أن قبيلة عربية تسمى «بنو مرة» كانت سببًا في اندلاع نزاع مع قبيلة مجاورة، وحُكم على أفرادها بالتشرد وكسب الرزق عبر الترفيه، ثم هاجروا إلى الهند قبل أن يعودوا مجددًا إلى الشرق الأوسط. يرى ماتراس أن هذه الأسطورة تمثل محاولة لتوفيق الهوية العربية مع الجذور الهندية من خلال سردية تُبرّر الترحال والنبذ الاجتماعي بوصفهما عقوبة تاريخية. من جهة أخرى، تشير بعض المصادر الصحفية العراقية إلى روايات محلية تربط أصول الغجر في العراق بقبائل اللوري في الهند، إذ يُفترض أن اسم «كاولي» يعود إلى ملك هندي يُدعى «كاول»، وارتبطت بعض النساء في معابده بممارسات دينية تمثلت في الرقص والخدمة الطقسية، ثم انتقلت هذه الطقوس إلى بلاد ما بين النهرين عبر الهجرات التاريخية.

## اللغة
يتحدث الغجر في العراق اللغة العربية بوصفها لغتهم اليومية الأساسية، وتحديدًا اللهجات العامية المنتشرة في المناطق التي يقطنونها. لكن تاريخيًا، ينتمي بعضهم إلى جماعة لغوية أوسع في الشرق الأوسط تُعرف بـ«الدوم»، وتتحدث لغة تُسمى الدومرية (Domari)، وهي لغة من أصل هندي، قريبة من لغات (Rom) و(Lom) التي تتحدث بها جماعات غجرية أخرى في أوروبا وآسيا الوسطى. يشير يارون ماتراس إلى أن الدومرية تضم مفردات وقواعد لغوية مميزة عن العربية، لكنها تأثرت بها بدرجة كبيرة، خصوصًا في البلدان الناطقة بالعربية مثل العراق وفلسطين وسوريا. ويؤكد أن الأجيال الشابة من الدوم في القدس، على سبيل المثال، لم تعد تتقن هذه اللغة، باستثناء بعض كبار السن. ولا تتوفر في المصادر الحديثة إشارات واضحة إلى استخدام نشط للدومرية في العراق، ما قد يشير إلى تراجعها أو اندثارها المحتمل.
في بعض الدراسات الأنثروبولوجية، خُلط بين لغة الدومرية وبين ما يسميه ماتراس «المفردات السرية الخاصة» التي تستخدمها جماعات متنقلة في الشرق الأوسط، لكن ينبه ماتراس إلى أن الدومرية تمتلك بنية لغوية مستقلة يمكن تتبعها تاريخيًا ولغويًا، على عكس اللغة الاصطلاحية المحلية. لم يُعثر على أي سياسة حكومية أو مجتمعية تهدف إلى توثيق أو إحياء هذه اللغة في العراق، ولا تذكر المصادر المحلية أي مبادرات تعليمية للحفاظ عليها، وهو ما يعكس موقعها الهامشي في الوعي الثقافي العام والمجتمعي.

## التوزيع الجغرافي والديموغرافي
ينتشر الغجر في العراق في عدة مناطق، تتنوع بين قرى مخصصة لهم ومناطق حضرية على أطراف المدن. من أبرز التجمعات المعروفة لهم قرية الزهور وتُعرف سابقًا باسم الفوّار الواقعة جنوب الديوانية. تُعد هذه القرية رمزًا لمجتمع الغجر في العراق، حيث شهدت توترات أمنية واعتداءات متكررة منذ عام 2003، ما أدى إلى تهجير واسع للعائلات التي كانت تقطنها.
وفقًا لتقرير جمار، فإن سكان قرية الزهور يعيشون في مساكن طينية أو أكواخ خشبية تفتقر إلى أبسط مقومات البنية التحتية، مثل الكهرباء والمياه النظيفة، ويعتمدون على صهاريج المياه التي توفرها منظمات إنسانية. بحسب تقارير صادرة عن بعثة الأمم المتحدة ومصادر صحفية مثل الجزيرة، فإن القرية تخضع لإجراءات أمنية مشددة على الدخول والخروج منها، وهو ما يقيّد حركة السكان بشدة. بالإضافة إلى الزهور، توجد تجمعات غجرية في محافظات بغداد والبصرة وكربلاء وديالى والموصل، وصلاح الدين. تأثر التوزيع الحالي كثيرًا بالاضطرابات الأمنية، إذ نزحت أعداد منهم إلى مناطق أخرى بعد سقوط النظام السابق عام 2003، نتيجة ما تعرّضوا له من مضايقات أو عنف مباشر.
يؤكد بيان من بعثة الأمم المتحدة في العراق أن الغجر يُصنّفون ضمن «السكان المعرضين للخطر»، ويُعانون التهميش المؤسسي، بما في ذلك الافتقار إلى الوثائق الرسمية، وصعوبة الحصول على الخدمات العامة. يشير البيان إلى أن الكثير من أبناء المجتمع الغجري لا يمتلكون أوراقًا ثبوتية، ما يعيق تسجيل الأطفال في المدارس أو الوصول إلى الرعاية الصحية، خاصةً في القرى المعزولة. رغم أن بعض التقديرات الإعلامية ذكرت أرقامًا حول عدد الغجر في العراق -تتراوح أحيانًا بين عدة آلاف وعشرات الآلاف- فإنه لم يرد في المصادر المستخدمة رقم مؤكد أو موثق رسميًا لعدد السكان، وبالتالي لا يمكن اعتماد رقم محدد ضمن هذه المقالة.

## الهوية الثقافية والاجتماعية
تُعد الموسيقا والرقص والغناء من السمات الثقافية الأبرز في هوية الغجر في العراق، وتشكّل جوهر صورتهم النمطية في الوعي المجتمعي. وقد ارتبط اسم الكاولية تحديدًا بهذه الأنشطة، التي مارستها النساء غالبًا في المناسبات والأفراح، أو في إطار شبه مهني داخل المدن. لكن هذا التمثيل الثقافي، الذي يُفترض أن يُحتفى به، كان على العكس من ذلك، أداة لوصمهم وتهميشهم اجتماعيًا. أشار بعض أبناء المجتمع الغجري في مقابلات صحفية، إلى فخرهم بإسهامهم في التراث الشعبي العراقي، لكنهم يشعرون بأن ما يقدمونه يُستغل في الفلكلور ولا يُعترف بهم بوصفهم مواطنين كاملي الحقوق. تقول إحدى النساء في قرية الزهور: «نحن نرقص ونغني، ويأخذون منّا ما يشاؤون، لكن لا أحد يقف معنا».
يُلاحظ أن الصورة النمطية السائدة عن الغجر تختزلهم في مهن الترفيه، وتربطهم أحيانًا بمهن غير مشروعة أو أنماط سلوك هامشية في المخيال العام، وهي تصورات تُعزز العزلة المفروضة عليهم. ورغم وجود أفراد منهم امتهنوا الحدادة أو الحرف اليدوية أو التجارة البسيطة، لكن لا تحظى هذه الصور بنفس الحضور الإعلامي أو المجتمعي. تؤكد مصادر محلية أن بعض التجمعات الغجرية حاولت إحداث تحول ثقافي واجتماعي، عبر التخلي عن المهن المرتبطة بالرقص، أو تغيير اللباس، أو تقديم أنفسهم بوصفهم مواطنين لا يختلفون عن غيرهم، لكن يستمر المجتمع المحيط في رفضهم، ويُبقيهم أسرى لنمط جماعي لا يتيح لهم الخروج منه بسهولة. يصف تقرير جمار هذه الحالة بأنها «هوية مفروضة من الخارج»، إذ يُمنع الغجر من إنتاج سرديتهم الخاصة، ويُنظر إليهم كجماعة وظيفتها أن تبقى على هامش الدولة والمجتمع، تؤدي دورها الرمزي دون أن تنال اعترافًا فعليًا أو تمثيلًا سياسيًا. 

## التهميش والتمييز
يُواجه الغجر في العراق تهميشًا بنيويًا متجذرًا، لا يقتصر على النظرة الاجتماعية، بل يمتد إلى غيابهم عن سجلات الدولة الرسمية. ويُوصف الغجر في تقارير دولية ومحلية بأنهم من «الفئات غير الموثقة»، إذ يُحرم الكثير منهم من الحصول على أوراق ثبوتية مثل الجنسية أو البطاقة الموحدة، ما يقيّد قدرتهم على الوصول إلى التعليم، والرعاية الصحية والعمل، وحتى التنقل. تشير تقارير حقوق الإنسان إلى أن هذا التهميش المؤسسي يجعل الغجر عرضةً للاستغلال والعنف، دون وجود آليات قانونية تحميهم أو تنصفهم. وقد وثّقت بعثة الأمم المتحدة في العراق شكاوى لممثلين عن الغجر خلال لقاء رسمي في بغداد، إذ طالبوا «بالاعتراف بهم بوصفهم مواطنين كاملي الحقوق»، وبإصدار مستمسكات رسمية لأطفالهم المولودين في القرى الغجرية. 
في المقابل، يُمارس التمييز المجتمعي ضدهم على نطاق واسع، إذ يعاني أفراد المجتمع الغجري من وصم دائم يربطهم بممارسات هامشية ومؤذية، ما يؤدي إلى رفضهم من المدارس، وامتناع أرباب العمل عن توظيفهم، ورفض السكان الآخرين للعيش بالقرب منهم. ويُلاحظ في بعض المناطق، خاصةً بعد عام 2003، حدوث اعتداءات جماعية على القرى الغجرية، وصلت إلى حرق البيوت، أو تهجير قسري غير معلن، دون أن تُفتح تحقيقات رسمية في كثير من الحالات. تشير تقارير صحفية إلى أن هذه الهجمات كانت أحيانًا مبررة بخطاب عشائري أو ديني يستند إلى رفض وجود الغجر بوصفهم «غرباء عن المجتمع»، ما يفاقم وضعهم الهش أصلًا. وبحسب مقابلات ميدانية أجراها صحفيون مع بعض السكان الغجر، فإنهم يشعرون بأن الدولة تتعامل معهم «بوصفهم غير موجودين»، وأن كل ما يُطلب منهم هو أن «يبقوا مختبئين»، بحسب تعبير أحد السكان في قرية الزهور.

### الوضع القانوني والحقوق
رغم أن الدستور العراقي لا ينص على تمييز قانوني ضد فئات بعينها، لكن لا يتمتع الغجر في العراق بحقوق متساوية على أرض الواقع، خصوصًا فيما يتعلق بالحصول على الجنسية، والبطاقة الموحدة، وتسجيل الولادات، والحق في التعليم والعمل والسكن.
وفقًا لتقرير صادر عن بعثة الأمم المتحدة لمساعدة العراق (يونامي) بالتعاون مع المفوضية العليا لحقوق الإنسان، فقد عقد لقاء رسمي عام 2021 بين ممثلين عن المجتمع الغجري في بغداد وبين مسؤولين حكوميين، حيث طُرحت مطالب تتعلق بإصدار الوثائق الرسمية وتوفير الخدمات الأساسية. وجاء في التقرير أن ممثلي الغجر أعربوا عن رغبتهم «في أن يعيشوا مثل بقية العراقيين، وأن يُعاملوا بوصفهم مواطنين متساوين أمام القانون».